# Eugenia thomasiana
Eugenia thomasiana är en myrtenväxtart som beskrevs av Otto Karl Berg. Eugenia thomasiana ingår i släktet Eugenia och familjen myrtenväxter. Inga underarter finns listade i Catalogue of Life.